# مرجاس شائع
مرجاس شائع أو فطر كوز الصنوبر أو الأسنان المخروطية أو فطر نكاش الأذن (الاسم العلمي: Auriscalpium vulgare) هو نوع من الفطريات يتبع جنس المرجاس من الفصيلة المرجاسية. وصفه لأول مرة عام 1753 من قبل كارل لينيوس الذي إعتبره نوع من جنس الهيدنم، ولكن عالم الفطريات البريطاني صموئيل فريدريك غراي (بالإنجليزية: Samuel Frederick Gray)‏ قام بنقله عام 1821 إلى جنس المرجاس نظرا لخصائصه.
ينتشر على نطاق واسع في أوروبا وأمريكا الوسطى وأمريكا الشمالية وآسيا المعتدلة. على الرغم من شيوعه، فأن صغر حجمه وألوانه التي لا توصف تؤدي إلى عدم العثور عليه بسهولة في غابات الصنوبر حيث ينمو. لا يعتبر المرجاس الشائع عموماً من الأطعمة بسبب قوامه الصعب، ولكن تقول بعض الكتابات التاريخية أنه كان يستهلك في فرنسا وإيطاليا في السابق.
تنمو أخبية الدعامات على أوراق الصنوبر المطروحة أو على مخاريط الصنوبر التي قد تكون مدفونة جزئيا أو كليا في التربة. الغطاء البني الداكن لهذا الفطر الملعقي الشكل الصغير يصل قطره إلى 2 سم وهو مكسو بأوبار دقيقة بنية. على الجانب السفلي من الغطاء توجد مجموعة مزدحمة من النتوءات على شكل الأسنان الصغيرة (الأسنان) تصل إلى طول 3 ملم وتكون بيضاء في البداية ثم تتحول إلى الأرجواني الوردي قبل ان تتحول اللون البني مع العمر. الجذع بني داكن ومشعر ويصل طوله إلى 55 ملم وسماكته إلى 2 مم ويتعلق على حافة واحدة من الغطاء. ينتج هذا الفطر أبواغ بيضاء كروية تقريبا.
أن الظروف المثلى لنمو هذا الفطر تتطلب مستويات عالية من الرطوبة أما مثبطات النمو فهي إما الإاءة العالية أو الظلمة. هيئات الإثمار تتغير الاستجابة الموجهة بالجاذبية لهيئات الإثمار ثلاث مرات خلال تطورها مما يساعد على ضمان أن الأسنان تشير في النهاية إلى الأسفل لضمان اطلاق أمثل للأبواغ.